# Tenaga rhenania
Tenaga rhenania is een vlinder uit de familie echte motten (Tineidae). De wetenschappelijke naam is voor het eerst geldig gepubliceerd in 1962 door Petersen.
De soort komt voor in Europa.